# Zwitserse Garde

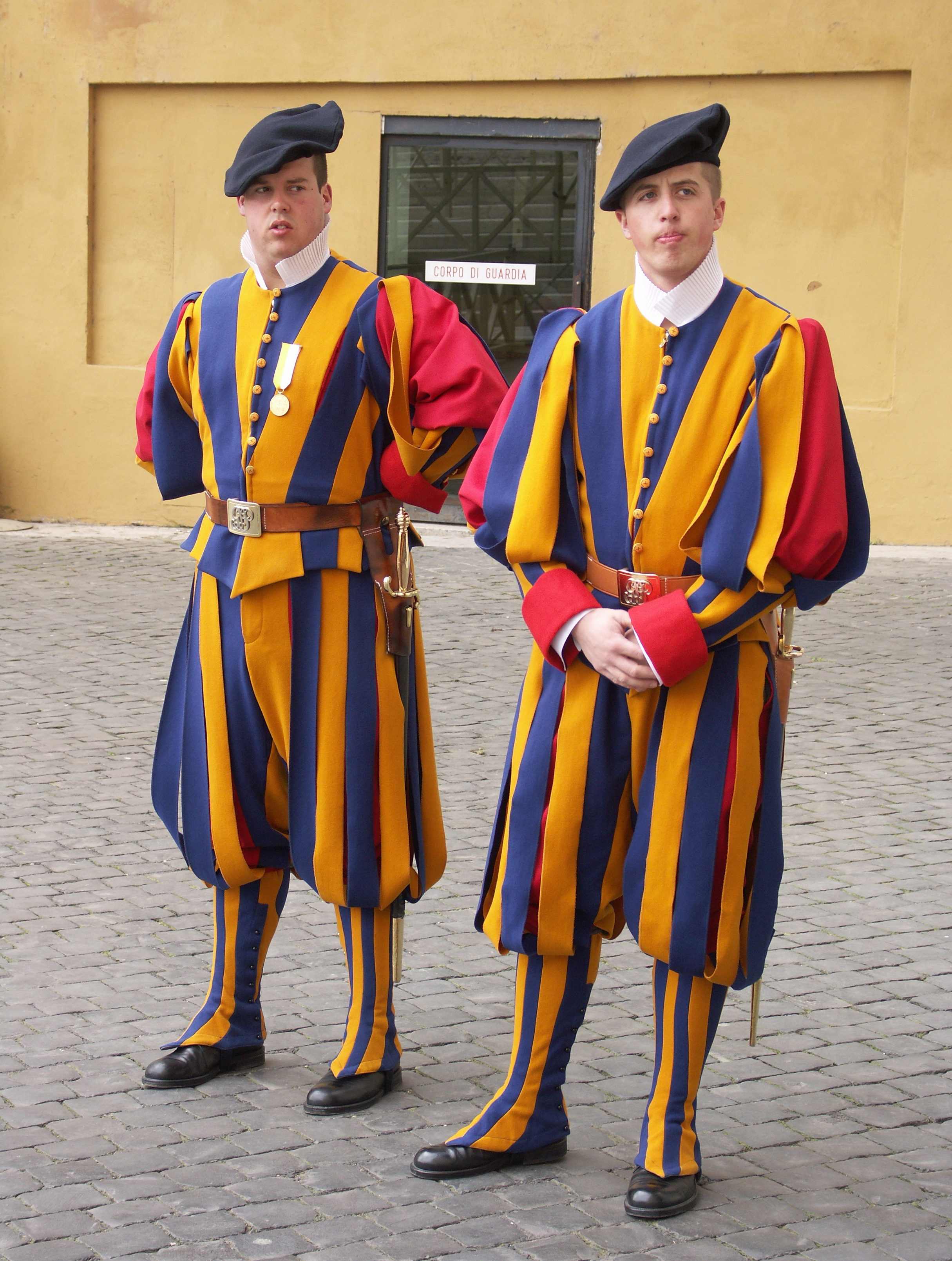
De Pontificale Zwitserse Garde in uniform

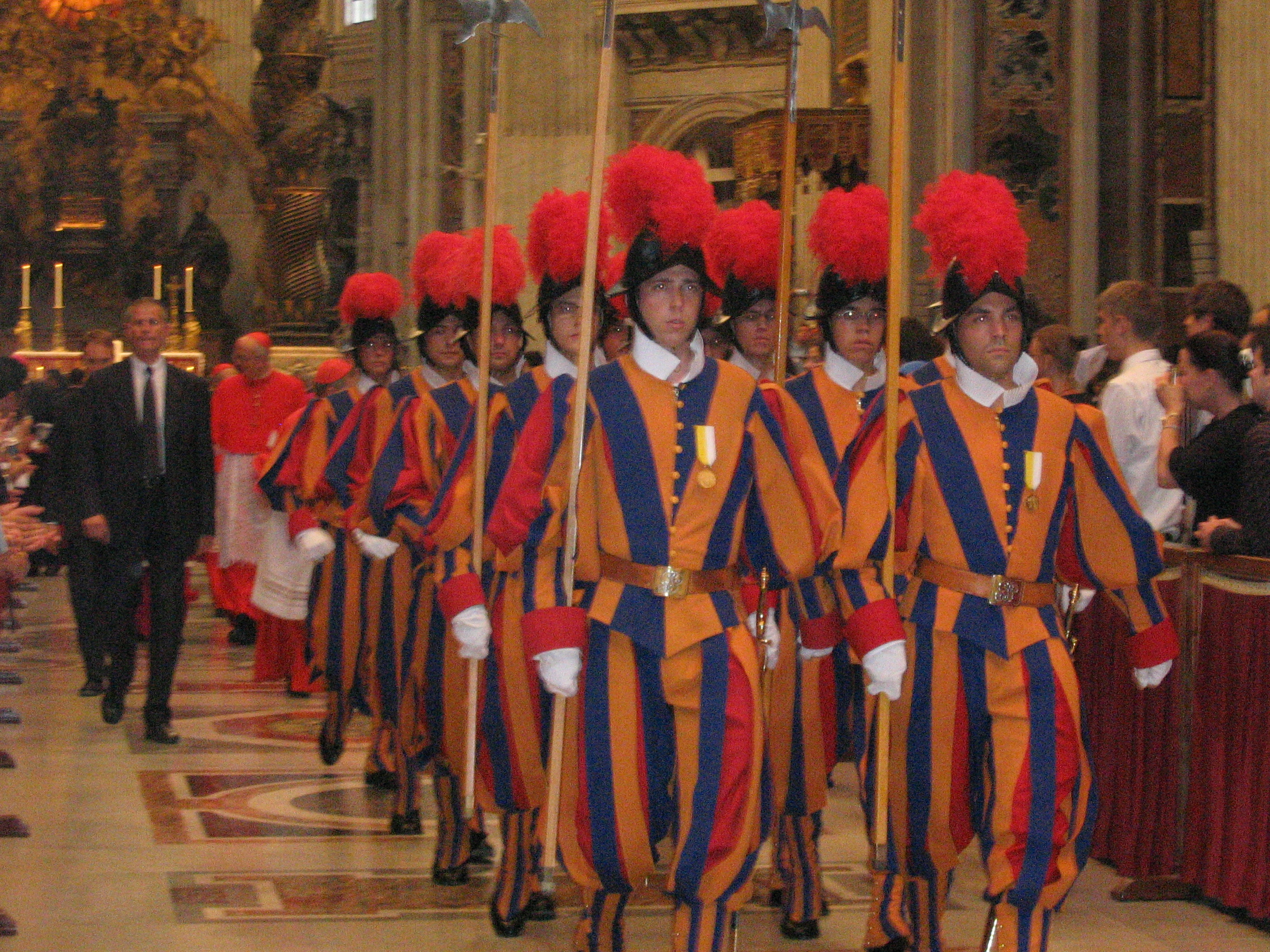
Het groot uniform wordt enkel gedragen tijdens een Pontificale Hoogmis of op Hoogdagen

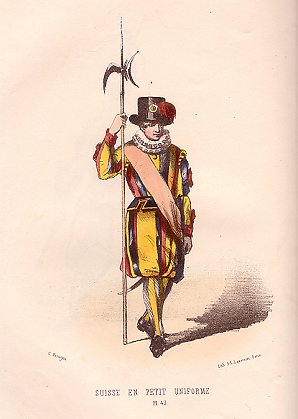
Zwitsers gardist rond 1850

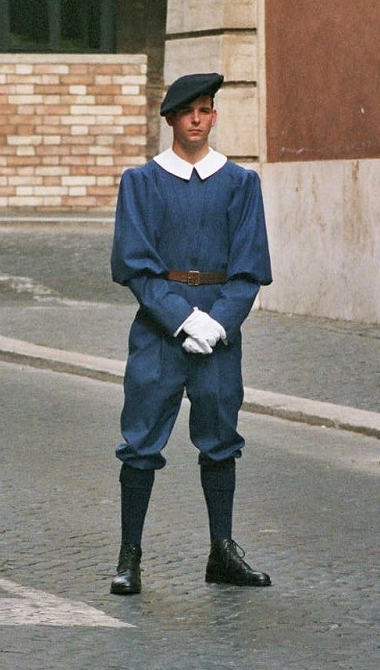
Daguniform

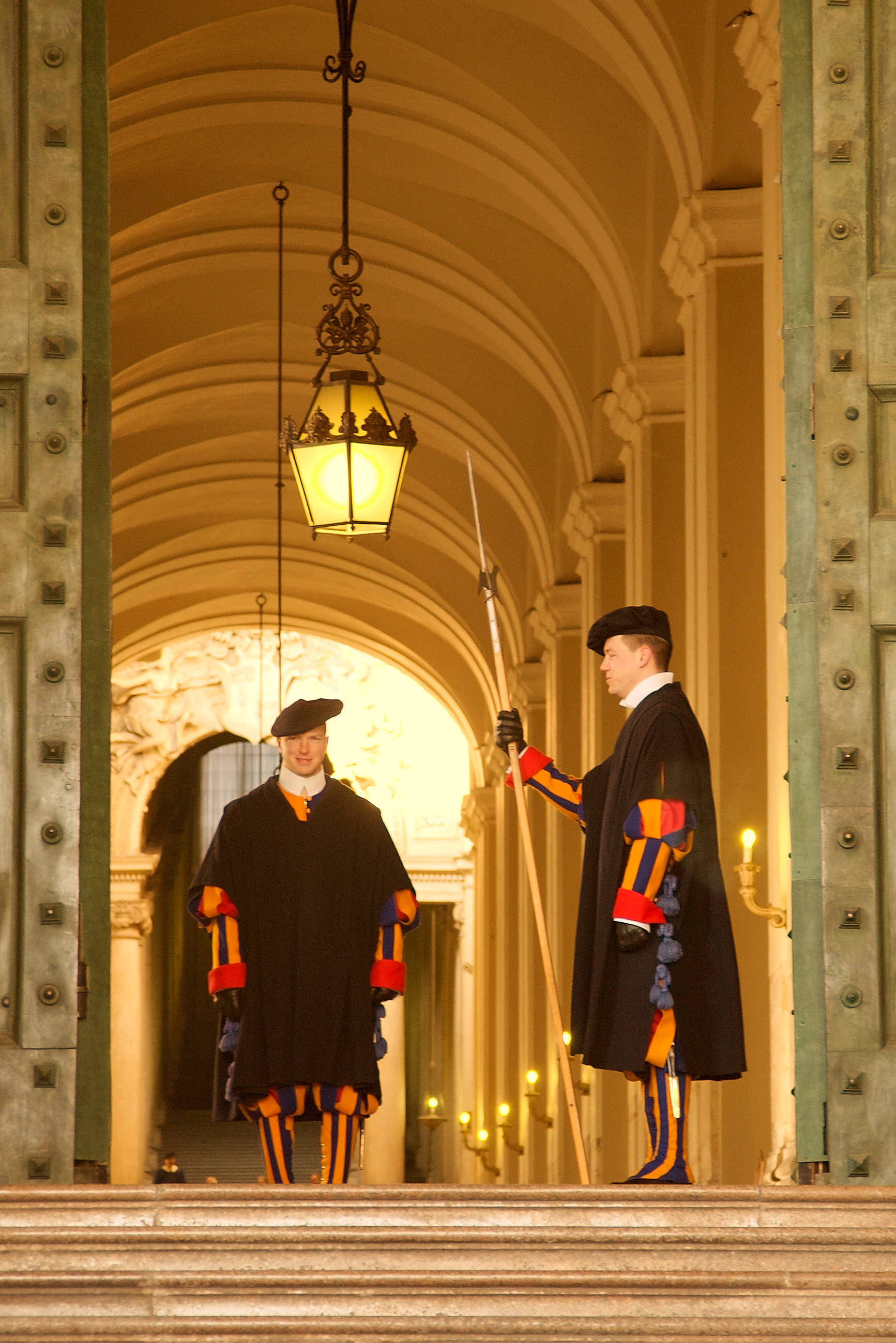
Wintermantel

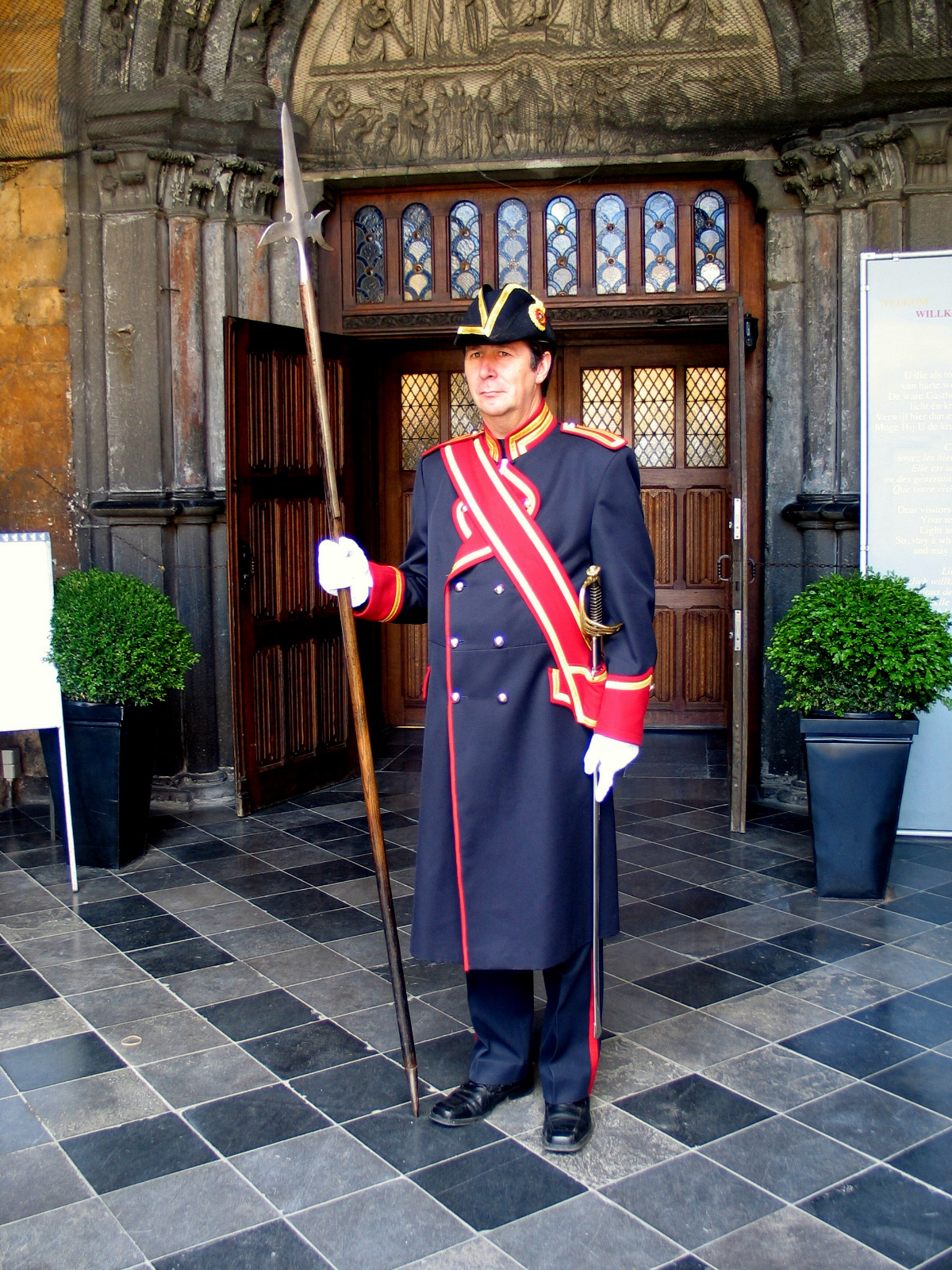
Suisse of kerkbaljuw van de Onze-Lieve-Vrouwebasiliek te Tongeren

Een Zwitserse Garde is een bewakingseenheid, bestaande uit mannen afkomstig uit Zwitserland. In het verleden waren Zwitserse Garden in dienst van bijvoorbeeld de koning van Frankrijk, maar ook de Oranjes hadden Zwitserse hellebaardiers in dienst. Heersers hebben vanaf de late middeleeuwen Zwitserse huursoldaten geworven. Deze mannen golden als trouw aan degene die hen betaalden en hadden geen band met het vaak oproerige volk. De Zwitsers waren trouw zo lang zij betaald werden; daaraan ontleent het Nederlands het gezegde "geen geld; geen Zwitsers" een vertaling van het Franse "point d'argent, point de Suisse". Alleen de Pauselijke Zwitserse garde in Vaticaanstad, bestaande uit Rooms-Katholieke vrijwilligers, is nog in functie. 

## Pauselijke Zwitserse Garde
De Pauselijke Zwitserse Garde, Guardia Svizzera Pontificia, is de pontificale bewakingseenheid van Vaticaanstad. Hij bestaat uit Zwitserse rooms-katholieke vrijwilligers, die minstens 174 cm lang en tussen de 19 en 30 jaar oud zijn. Zij dienen minimaal twee jaar in het korps, wonen tijdens die periode in de kazerne en hebben gedurende deze jaren de Vaticaanse nationaliteit. Ze hoeven niet celibatair te leven, maar om te mogen trouwen moeten zij minstens drie jaar gediend hebben en zich willen vastleggen voor nogmaals drie jaar. Het salaris is niet hoog (in 2022 ongeveer € 1500), maar over dit salaris hoeft geen belasting betaald te worden, ook zijn kost en inwoning gratis, evenals een ziektekostenverzekering. Verder krijgen de gardisten veel korting op uitgaven voor levensonderhoud. De garde bestaat uit 120 officieren en soldaten.

### Geschiedenis
De paleis- en lijfwacht van de paus ontstond in 1505 toen paus Julius II 189 Zwitserse hellebaardiers vroeg om de Kerkelijke Staat te dienen. Het korps werd officieel opgericht in 1506. Het verdedigde paus Clemens VII tijdens de Sacco di Roma op 6 mei 1527 toen de Duits-Spaanse troepen van de rooms-katholieke keizer Karel V plunderend door de stad trokken. Daarbij kwamen 147 gardisten om het leven. De 42 overlevenden brachten de paus in veiligheid binnen de muren van de Engelenburcht. Ter herinnering aan dit gebeuren worden nieuwe gardisten nog altijd op 6 mei beëdigd.
In 2006 werd het 500-jarig bestaan van de Zwitserse Garde gevierd.

### Uniform
Een misverstand is dat hun huidige uniform, dat met de blauw-rood-gele motieven doet geloven dat het uit de Renaissance stamt, ontworpen werd door Michelangelo. De huidige versie is echter ontworpen door de commandant Jules Repond, die van 1910 tot 1921 diende. Repond haalde zijn inspiratie voor het uniform uit fresco's van de kunstschilder Rafaël. Naast dit bekende uniform wordt nog een blauw uniform gedragen voor het alledaagse leven. Het groot tenue wordt enkel gedragen tijdens de hoogmis, ze dragen dan de hellebaard, handschoenen en een helm met rode veren. Op het herdenkingsfeest van de Plundering van Rome dragen ze ook een harnas.
De Zwitserse garde lijkt, voor buitenstaanders zoals toeristen, een folkloristisch overblijfsel uit het verleden maar de gardisten zijn wel degelijk professionele militairen met een grondige militaire opleiding. Zo zijn ze uitgerust met de modernste wapens (onzichtbaar in de pijpen van hun pofbroek hebben ze altijd een automatisch wapen bij de hand), maar elke gardist wordt ook getraind in het gebruik van zwaard en hellebaard wat nog steeds geduchte wapens zijn in handen van experts. Overigens wordt het Vaticaan behalve door de Garde ook bewaakt door andere, onopvallend aanwezige, Vaticaanse veiligheidsfunctionarissen en de Vaticaanse gendarmerie.

### Rangen
Officieren
- Oberst (Kolonel) - Commandant van de Pauselijke Zwitserse Garde
- Oberstleutnant (Luitenant-kolonel) - Plaatsvervangend commandant van de Pauselijke Zwitserse Garde en de aalmoezenier van de garde
- Major (Majoor)
- Hauptmann (Kapitein)
- Leutnant (Luitenant)

Onderofficieren
- Feldweibel[3] (Sergeant-majoor)
- Wachtmeister (Sergeant)
- Korporal (Korporaal)
- Vizekorporal (Vice-Korporaal)

Manschappen
- Hellebardier (Soldaat)

### Commandanten van de Zwitserse Garde

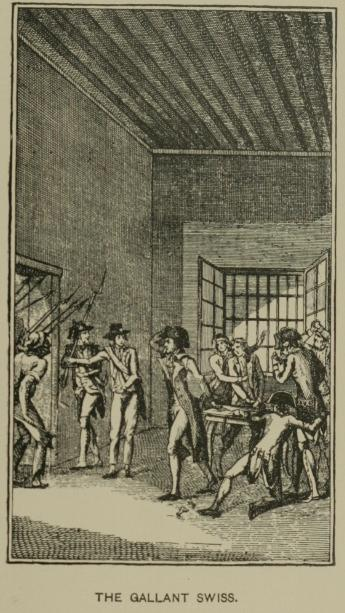
De "dappere Zwitsers" in de Franse Revolutie

1. Kaspar von Silenen - UR (1506-1517)
2. Markus Röist - ZH (1518-1524)
3. Kaspar Röist - ZH (1518-1527) 
 vacant (1527-1548)
4. Jost von Meggen - LU (1548-1559)
5. Kaspar Leo von Silenen - LU (1559-1564)
6. Jost Segesser von Brunegg - LU (1566-1592)
7. Stephan Alexander Segesser von Brunegg - LU (1592-1629)
8. Nikolaus Flekenstein - LU (1629-1640)
9. Jost Flekenstein - LU (1640-1652)
10. Johann Rudolf Pfyffer von Altishofen - LU (1652-1657)
11. Ludwig Pfyffer von Altishofen - LU (1658-1686)
12. Franz Pfyffer von Altishofen - LU (1686-1696)
13. Johann Kaspar Mayr von Baldegg - LU (1696-1704) 
 vacant (1704-1712)
14. Johann Konrad Pfyffer von Altishofen - LU (1712-1727)
15. Franz Ludwig Pfyffer von Altishofen - LU (1727-1754)
16. Jost Ignaz Pfyffer von Altishofen - LU (1754-1782)
17. Franz Alois Pfyffer von Altishofen - LU (1783-1798) 
 vacant (1798-1800)
18. Karl Leodegar Pfyffer von Altishofen - LU (1800-1834)
19. Martin Pfyffer von Altishofen - LU (1835-1847)
20. Franz Xaver Leopold Meyer von Schauensee - LU (1848-1860)
21. Alfred von Sonnenberg - LU (1860-1878)
22. Louis-Martin de Courten - VS (1878-1901)
23. Leopold Meyer von Schauensee - LU (1901-1910)
24. Jules Repond - FR (1910-1921)
25. Alois Hirschbühl - GR (1921-1935)
26. Georg von Sury d’Aspremont - SO (1935-1942)
27. Heinrich Pfyffer von Altishofen - LU (1942-1957)
28. Robert Nünlist - LU (1957-1972)
29. Franz Pfyffer von Altishofen - LU (1972-1982)
30. Roland Buchs - FR (1982-1998)
31. Alois Estermann - LU (1998-1998)
32. Pius Segmüller - SG (1998-2002)
33. Elmar Theodor Mäder - SG (2002-2008)
34. Daniel Rolf Anrig - SG (2008-2015)
35. Christoph Graf - LU (vanaf 2015)

## De Zwitserse Garde in Frankrijk
Een beroemde legereenheid was sinds 1453 de eerste Zwitserse huursoldaten door Karel VII van Frankrijk werden ingehuurd eeuwenlang het "regiment van de Zwitserse Garde" (Frans: régiment des gardes-suisses) van de Koning van Frankrijk. In 1495 redden zij de Franse Koning het leven in de veldslag.
Het beroemde regiment werd door Lodewijk XIII in 1616 ingesteld. Lodewijk XV riep ten behoeve van zijn, vaak protestantse, Zwitserse officieren een "militaire onderscheiding voor Protestantse officieren" (Frans: Institution du mérite militaire), in feite een Orde van Verdienste, in het leven die als Orde van Militaire Verdienste bekend werd. De Zwitsers en andere protestantse militairen kwamen in het katholieke Frankrijk niet in aanmerking voor een onderscheiding in een Ridderorde zoals de Orde van de Heilige Lodewijk. De pensioenen en zelfs het draagteken waren vrijwel identiek.
Naast dit regiment was er een ceremoniële compagnie hellebaardiers, de "Cent Suisses", die als paleiswacht in rijk versierde gala-uniformen dienstdeden.
De "Gardes-Suisses" bewaakten koning Lodewijk XVI van Frankrijk en zijn echtgenote in het Tuilerieënpaleis toen het op 10 augustus 1792 bestormd werd door een uitzinnige massa. De revolutionairen hadden geschut en schoten met kartetsen op de garde. De Koning en Koningin vluchtten en de Koning, beducht voor nog meer bloedvergieten, gaf zijn garde opdracht om zich over te geven. Het resultaat was dat de Zwitsers tot de laatste man werden uitgemoord.
Na de Restauratie in 1815 werden wederom Zwitserse regiment en een Regiment "Gardes-Suisses" opgericht, dat tot de revolutie van 1830 dienst heeft gedaan.

## De Zwitserse Garde in andere staten
Zwitserse huursoldaten golden sinds de Slag bij Murten en de Slag bij Nancy, waar zij de machtige Bourgondische hertog Karel de Stoute vernietigend versloegen, als onverslaanbaar. In de slag bij Pavia weken de door Frans I ingehuurde Zwitsers voor de troepen van keizer Karel V.
Zwitserse huurlingen bleven tot in de 18e eeuw de vorstenhoven bewaken. Vaak was dit een ceremoniële compagnie hellebaardiers, veelal de "Cent Suisses" (Hondertzwitsers, Hundertzweitser) genoemd (een compagnie is ong. 80-120 man). De opkomst van de nationale staten en de daarbij behorende legers van vrijwilligers en dienstplichtigen vervingen de Zwitserse huurlingen. Men vond Zwitserse gardisten in Rome, Madrid, Parijs, den Haag, München en Karlsruhe.
Frans II, de laatste koning van het koninkrijk der Beide Siciliën, heeft in 1859 te maken gekregen met een muiterij van zijn Zwitsers. Hij kwam na de dood van zijn vader op 22 mei 1859 op de troon en benoemde Carlo Filangieri tot premier. Die realiseerde zich het belang van de Frans-Piëmontese overwinningen in Lombardije en adviseerde de koning de door Camillo Benso di Cavour voorgestelde alliantie met Piëmont-Sardinië te aanvaarden. Op 7 juni 1859 sloeg een deel van de Zwitserse Garde aan het muiten en terwijl de koning beloofde zich met hun grieven bezig te houden verzamelde generaal Vito Nunziante andere troepen en liet ze neerschieten. Dit resulteerde in het opheffen van de gehele Zwitserse Garde, het sterkste bolwerk van de dynastie.
In Nederland waren ten tijde van de Republiek verschillende regimenten Zwitsers in Staatse dienst. In 1749 werd vanuit deze regimenten bovendien een Regiment 'Guardes Zwitsers' geworven. Deze deed, samen met de "Cent Suisses", dienst totdat de Stadhouder Willem V in 1795 werd verdreven. De overige Zwitserse regimenten werden niet veel later afgedankt door het bewind van de Bataafse Republiek. Onder koning Willem I werden opnieuw vier Zwitserse regimenten onderdeel van de Koninklijke Landmacht. Zij vormden de facto zijn lijfwacht. Zij werden onder druk in 1829 afgestoten. Daarvoor in de plaats kwam een eigen garderegiment, de Afdeling Grenadiers en Jagers, nu Garderegiment Grenadiers en Jagers.

## Trivia
- De schutterij van Sint-Martens-Voeren (België) draagt het uniform van de Zwitserse Garde.[4]